# Gogol (nombre)
Ne doit pas être confondu avec Google.
Pour les articles homonymes, voir Gogol.

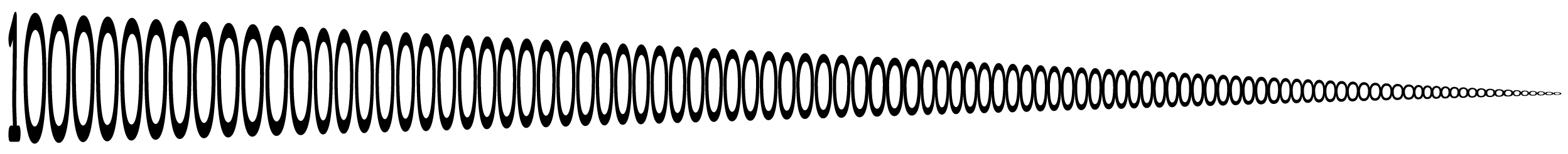
Visualisation d'un gogol.

En mathématiques, un gogol (parfois orthographié googol) est l'entier naturel dont la représentation décimale s'écrit avec le chiffre 1 suivi de 100 zéros (soit 10100) :
10 000 000 000 000 000 000 000 000 000 000 000 000 000 000 000 000 000 000 000 000 000 000 000 000 000 000 000 000 000 000 000 000 000.
Ce nombre équivaut à dix sexdécilliards.

## Histoire
Le mot gogol est cité pour la première fois en anglais, googol, par le mathématicien américain Edward Kasner dans son livre Mathematics and the Imagination (« Les mathématiques et l'imagination ») paru en 1938. Kasner aurait demandé à son neveu Milton Sirotta, un enfant alors âgé de 9 ans, de baptiser le nombre qu'il venait de créer. Il lui aurait répondu simplement : « Googol ». Il décrit ainsi :

« Le terme « gogol » a été inventé par un enfant, le neveu du Dr Kasner, alors âgé de huit ans. On lui avait demandé d'imaginer un nom pour un nombre très grand, par exemple un 1 suivi d'une centaine de zéros. Il était sûr que ce nombre n'était pas infini, et tout aussi certain qu'il n'avait pas de nom propre. Il suggéra le terme « gogol » et dans la foulée en proposa un autre pour un nombre encore plus grand : le « gogolplex ». Un gogolplex est beaucoup plus grand qu'un gogol, mais reste fini, ce que l'inventeur du terme fit rapidement remarquer. Au départ, la définition proposée était un 1, suivi d'autant de zéro qu'on pourrait en écrire sans tomber de fatigue. C'est certainement ce qui risquerait d'arriver si quelqu'un essaye d'écrire un gogolplex, mais deux personnes différentes seraient fatiguées au bout d'un temps différent, et ça n'aurait pas de sens que Carnera soit un meilleur mathématicien que Einstein simplement parce qu'il a une meilleure endurance. Pour cette raison, le gogolplex est un nombre spécifique, mais avec tellement de zéros derrière son « un » que le nombre de zéros est lui-même d'un gogol. »

## Mathématiques
Le gogol est approximativement égal à la factorielle 70 (≈1,198×10100).
Ses facteurs premiers sont seulement 2 et 5.
Kasner l'a créé afin d'illustrer la différence entre un nombre grand et l'infini. En effet, bien que le gogol (10100) soit énorme, bien supérieur au nombre de particules dans l'Univers connu (environ 1080), il est facile de l'écrire en base dix, par un 1 suivi de cent 0. Cependant, un gogol reste plus petit que le nombre de volumes de Planck (cubes de côté de la longueur de Planck) dans l'univers observable, qui est d'environ 4,65×10185[réf. souhaitée].
Il faut 333 bits pour représenter ce nombre en binaire (base 2) (2332 – 1, le plus grand nombre sur 332 bits, est approximativement égal à 0,87×10100, donc inférieur à 1 gogol). En utilisant une notation à virgule flottante, on peut représenter ce nombre de façon exacte avec au moins 8 bits pour l'exposant et un nombre arbitraire de bit pour la mantisse ; en particulier le format decimal64 de la norme internationale IEEE 754 permet ceci en utilisant 64 bit au total.
10gogol (un chiffre 1 suivi d'un gogol de zéros) est nommé « gogolplex ».
La notation des puissances itérées de Knuth permet de noter en peu de signes des nombres incommensurablement plus grand qu'un gogol, ou même un gogolplex, par exemple {\displaystyle 10\uparrow \uparrow 100} = {\displaystyle 10^{10^{10^{10^{...}}}}} 100 fois.

## Usages du nom
Le gogol est explicitement revendiqué par Sergey Brin et Larry Page, les fondateurs de Google, comme modèle du nom de leur société : « Google a choisi ce terme pour symboliser sa mission : organiser l'immense volume d'information disponible sur le Web. » À sa création en 1996, la société a été baptisée BackRub par ses cofondateurs. En 1997, ils ont renommé le moteur de recherche « Google », déformation de « Googol », pour affirmer leur ambition de créer un moteur de recherche à très grande échelle.
Ce nombre a été popularisé dans le monde entier grâce au jeu télévisé Who Wants to Be a Millionaire? (programme connu en France sous le nom de Qui veut gagner des millions ?). Il était l'objet, dans une émission, de l'ultime question qui a permis à Charles Ingram de décrocher le jackpot, en trichant avec la complicité de sa femme Diana présente dans le public.

## Pour approfondir

### Note
1. ↑  Le terme "gogol" a plus tard inspiré le nom du moteur de recherche Google.